# Kouroungoussaou
Kouroungoussaou (auch: Kourougoussaou, Kouroungousa, Kouroungoussa, Kouroun Goussaou, Kouroungoussao, Kouroun Koussa) ist ein Dorf in der Landgemeinde Chadakori in Niger.

## Geographie

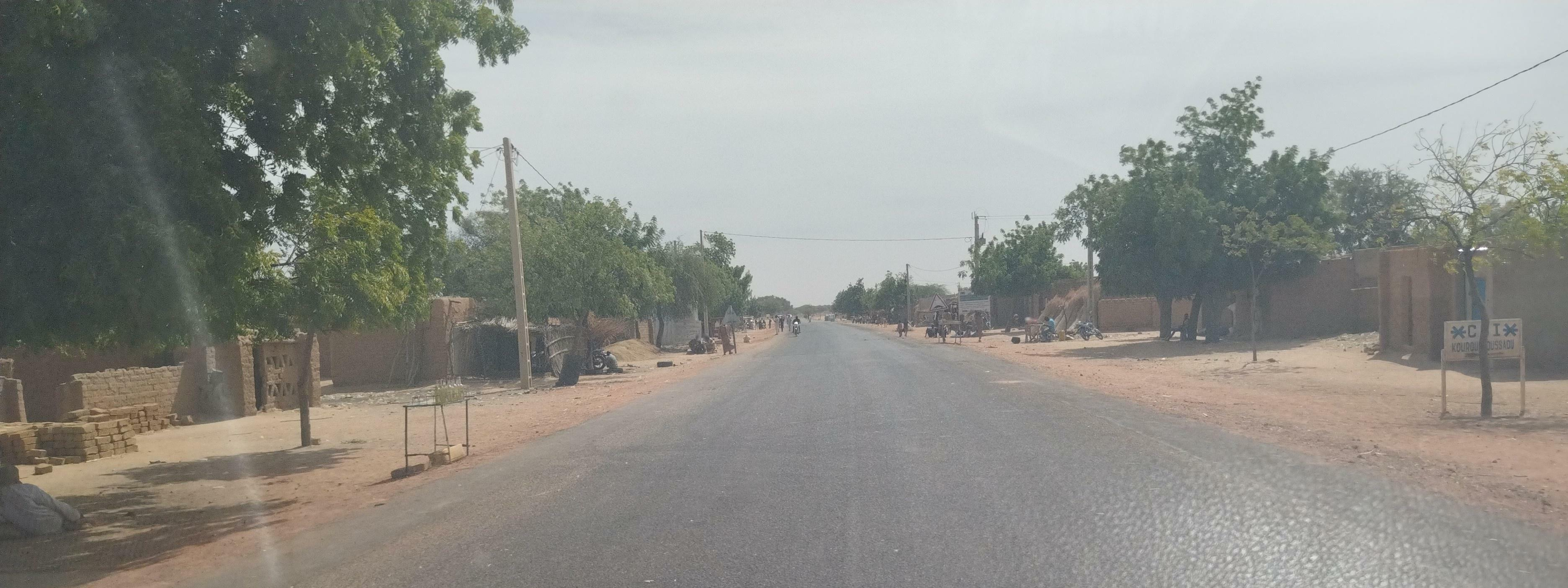
Ortsansicht von Kouroungoussaou (2023)

Das Dorf befindet sich rund zwölf Kilometer nördlich des Hauptorts Chadakori der gleichnamigen Landgemeinde, die zum Departement Guidan Roumdji in der Region Maradi gehört. Weitere Siedlungen in der Umgebung von Kouroungoussaou sind Sabon-Machi im Norden und Zaourami im Südosten.
Es herrscht das Klima der Sahelzone vor, mit einer durchschnittlichen jährlichen Niederschlagsmenge zwischen 300 und 400 mm. Der geschützte Wald von Kouroungoussaou erstreckt sich über eine Fläche von 2300 Hektar. Die Unterschutzstellung erfolgte am 8. August 1952. Schon Ende des 20. Jahrhunderts wurde das Waldgebiet vor allem ackerbaulich genutzt. Die vorherrschenden Gehölze im Raum Kouroungoussaou sind Mimosengewächse, gefolgt von Flügelsamengewächsen und Johannisbrotgewächsen. Aus der Familie der Süßgräser wurden 16 Arten erfasst.

## Bevölkerung
Bei der Volkszählung 2012 hatte Kouroungoussaou 1008 Einwohner, die in 116 Haushalten lebten. Bei der Volkszählung 2001 betrug die Einwohnerzahl 768 in 97 Haushalten und bei der Volkszählung 1988 belief sich die Einwohnerzahl auf 453 in 66 Haushalten.
Die Bevölkerungsdichte in diesem Gebiet ist für nigrische Verhältnisse hoch.

## Wirtschaft und Infrastruktur

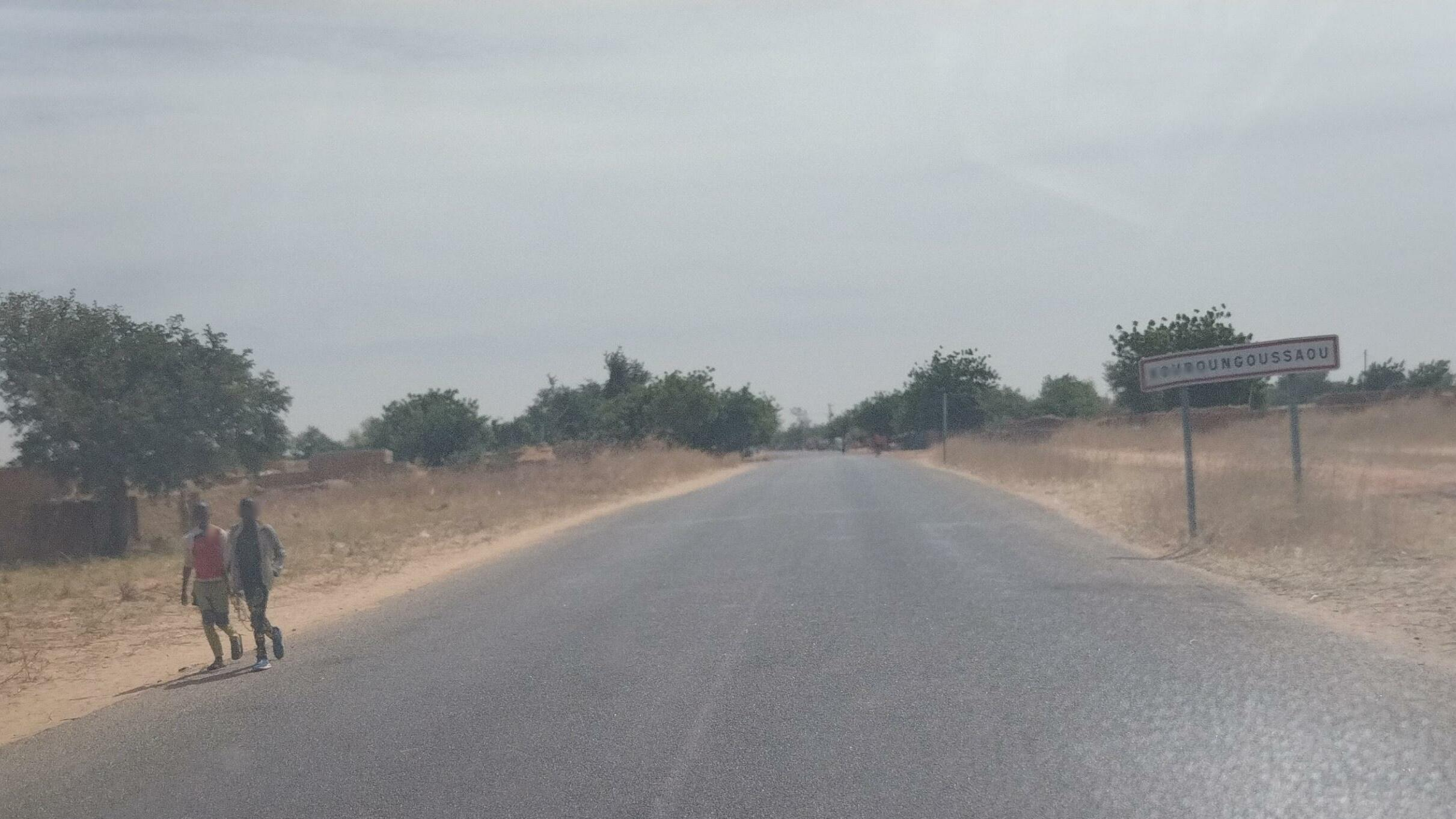
Ortsschild von Kouroungoussaou (2023)

Kouroungoussaou liegt im weitläufigen Weideland zwischen den Trockentälern Goulbin Kaba und Goulbi de Maradi, das traditionellerweise in der Trockenzeit von nomadischen Fulbe- und Wodaabe-Viehzüchtern aufgesucht wird. Im Dorf wird Saatgut für Augenbohnen, Erdnüsse und Hirse produziert. Es ist ein Gesundheitszentrum des Typs Centre de Santé Intégré (CSI) vorhanden und es gibt eine Schule. Durch Kouroungoussaou verläuft die 231,5 Kilometer lange Nationalstraße 30 zwischen Kadata und Abalak. Es handelt sich in diesem Abschnitt um eine moderne Erdstraße.